# Плоскановиця
Плоскано́виця — село в Україні, у Закарпатській області, Мукачівському районі. Входить до складу Чинадіївської селищної громади.
Перша згадка у 1605 році.

## Релігія
Дзвіниця. XIX ст.
У селі біля кладовища стоїть каркасна дерев'яна дзвіниця під чотирисхилим шатровим верхом, вкритим драницями. На землю покладено грубі бруси, з'єднані в вінець, а на них встановлено каркас дзвіниці, обшитий з усіх боків дошками. Простір під дахом забито навхрест планками. Два малі дзвони без написів походять принаймні з 19 ст. 
Біля дзвіниці стоїть кам'яний хрест.

## Туристичні місця
- Дзвіниця. XIX ст.
- у спиляному дереві бука знайшли відображення хреста. Знахідку виявили жителі села Плоскановиця. Під час санітарної вирубки у дереві, яке росло на околиці села, вони знайшли чітке відображення хреста. Це вже другий нерукотворний хрест, знайдений у дереві бука місцевими жителями. Подібне явище вже було у селі кілька років тому. Деревина із зображенням хреста міститься у місцевій сільській церкві.
- мінеральні джерела

## Населення
Згідно з переписом УРСР 1989 року чисельність наявного населення села становила 247 осіб, з яких 121 чоловік та 126 жінок.
За переписом населення України 2001 року в селі мешкали 253 особи.

### Мова
Розподіл населення за рідною мовою за даними перепису 2001 року:
| Мова       | Відсоток |
| ---------- | -------- |
| українська | 99,61 %  |
| німецька   | 0,39 %   |